# Andreas Christensen
Andreas Bødtker Christensen, född 10 april 1996 i Lillerød, är en dansk fotbollsspelare som spelar för Barcelona i La Liga. Han spelar också i Danmarks landslag.

## Klubbkarriär
Christensen debuterade för Chelsea den 28 oktober 2014 i en match mot Shrewsbury Town i Engelska ligacupen, där Chelsea vann med 2–1. Han debuterade i Premier League den 24 maj 2015 i en 3–1-vinst över Sunderland, där han blev inbytt i den 78:e minuten mot John Obi Mikel. I juli 2015 lånades Christensen ut till tyska Borussia Mönchengladbach över två säsonger.
Den 4 juli 2022 värvades Christensen på fri transfer av FC Barcelona, där han skrev på ett fyraårskontrakt.

## Landslagskarriär
Christensen var med i Danmarks trupp vid U21-EM 2015.

## Meriter
Chelsea
- Uefa Champions League: 2020/2021
- Uefa Europa League: 2018/2019
- Uefa Super Cup: 2021
- FIFA Club World Cup: 2021

### FC Barcelona
- La Liga: 2022/2023, 2024/2025
- Copa del Rey: 2024/25
- Supercopa de España: 2022-23